# Sainte-Marie-de-Gosse
Sainte-Marie-de-Gosse är en kommun i departementet Landes i regionen Nouvelle-Aquitaine i sydvästra Frankrike. Kommunen ligger i kantonen Saint-Vincent-de-Tyrosse som tillhör arrondissementet Dax. År 2022 hade Sainte-Marie-de-Gosse 1 228 invånare.

## Befolkningsutveckling
Antalet invånare i kommunen Sainte-Marie-de-Gosse
Referens:INSEE